# Вальтер Новелліно
Вальтер Новелліно (італ. Walter Novellino, нар. 4 червня 1953, Монтемарано) — італійський футболіст, що грав на позиції півзахисника, нападника. По завершенні ігрової кар'єри — футбольний тренер. Наразі очолює тренерський штаб команди « Авелліно».
Виступав, зокрема, за клуб «Мілан», а також провів одну гру за національну збірну Італії.

## Клубна кар'єра
Народився 4 червня 1953 року в місті Монтемарано в Італії, але його дитинство пройшло в місті Сан-Паулу в Бразилії, куди його сім'я виїхала на заробітки і де народився його брат Джузеппе, що також став футболістом. У 1965 році сімейство Новелліно повернулося в Італію, і оселилося спочатку в Монтемарано, де народився Вальтер, а потім у Мілані. Саме в Мілані Новелліно був помічений скаутами клубу «Торіно», в якій він грав у молодіжній команді.
У дорослому футболі дебютував 1970 року виступами за команду Серії С «Леньяно», в якій провів два сезони, взявши участь у 37 матчах чемпіонату.
1972 року повернувся в «Торіно», у складі якого дебютував у Серії А в грі проти «Наполі», але за весь сезон цей матч так і залишився єдиним у чемпіонаті, тому наступного року Вальтер повернувся до Серії С, де по сезону провів у «Кремонезе» та «Емполі».
Влітку 1975 року Вальтер повернувся в елітний дивізіон, ставши гравцем «Перуджі» Іларіо Кастаньєра, де був основним гравцем протягом трьох сезонів поспіль і став одним з найкращих півзахисників у Серії А.
Своєю грою за останню команду привернув увагу представників тренерського штабу клубу «Мілан», до складу якого приєднався влітку 1978 року. У складі нового клубу виборов титул чемпіона Італії та став володарем Кубка Мітропи. Навіть після того як 1980 року клуб через корупційний скандал було відправлено до Серії В, Новелліно залишився в команді, взявши участь в перемозі у Серії B сезону 1980/81. Після нового вильоту «Мілану» до Серії B в 1982 році, Новелліно таки залишив Мілан. Загалом футболіст провів у складі «россонері» 151 офіційний матч, відзначившись 14 разів.
Новим клубом Вальтера стало «Асколі», де футболіст провів свої два останні сезони в Серії А, після чого перебрався до «Перуджі» з Серії В. Після вильоту «грифонів» в Серію С1 в 1986 році, Новелліно став гравцем «Катанії», але і цю команду не зумів врятувати від вильоту до Серії С1, після чого завершив професійну ігрову кар'єру. Загалом за свою кар'єру він провів 227 матчів і забив 30 голів у Серії А, а також 103 матчі і 4 голи в Серії B.

## Виступи за збірну
23 вересня 1978 року провів свій перший матч у складі національної збірної Італії в товариській грі з Туреччиною (1:0). Цей матч так і залишився єдиним для футболіста, який не зміг витіснити зі складу Франко Каузіо та Клаудіо Сала.

## Кар'єра тренера
Розпочав тренерську кар'єру невдовзі по завершенні кар'єри гравця, 1990 року як тренер молодіжної команди клубу «Перуджа». Свою дорослу тренерську кар'єру Новелліно почав також в «Перуджі», очоливши першу команду, що грала в Серії С1, в 1992 році, але швидко був звільнений. 
З 1993 року працював з клубом «Гуальдо», якому допоміг вийти із Серії С2 в Серію С1, а там зумів вийти у кваліфікаційні матчі, перемога в яких виводила клуб в Серію В, проте програв. У 1995 році Новелліно знову працював з «Перуджею», але знову невдало. 
У сезоні 1996/97 очолював клуб Серії В «Равенну», після чого тренував «Венецію», яку вивів до Серії А, і у сезоні 1998/99 дебютував у вищому дивізіоні в статусі тренера та допоміг «Венеції» втриматися у вищому італійському дивізіоні.
1999 року Новелліно очолив «Наполі», яке також у першому ж сезоні вивів у Серію А. Ці успіхи звели Новелліно в ранг фахівців по виходу у вищий за рангом дивізіон, тим більше, що він повторив цей успіх з клубом «П'яченца» у 2001 році та «Сампдорією» у 2003 році. Очоливши «Сампдорію» в 2002 році, Новелліно пропрацював з клубом п'ять сезонів, але без особливих успіхів, виключаючи хіба що вихід у Кубок УЄФА і 5 місце в чемпіонаті в 2005 році.
6 червня 2007 року Новелліно підписав контракт з «Торіно», але в квітні 2008 року спеціаліст за згодою з клубом пішов з команди за незадовільні результати команди. Проте 8 грудня Новелліно знову очолив клуб. 24 березня 2009 року Новелліно був знову звільнений, оскільки команда перебувала в зоні вильоту за дев'ять ігор до кінця сезону. 
11 червня 2009 року Новелліно очолив «Реджину», яка разом з «Торіно» була зведена до Серії B, але вже 24 жовтня 2009 року Вальтер був звільнений з команди, набравши лише дев'ять очок у десяти матчах.
З 12 липня 2010 року по лютий 2011 року працював консультантом в «Перуджі», після чого очолив «Ліворно», з якого був звільнений 21 грудня 2011 року після поразки від «Брешії». 
З 20 березня 2013 був тренером «Модени» в Серії В, в якій у сезоні 2013/14 вивів команду до півфіналу плей-оф за право виходу в Серію А, де його команді програла «Чезені». 28 лютого 2015 року після домашньої поразки від «Барі» Новелліно був звільнений.
10 березня 2016 року він був прийнятий на роботу як новий тренер «Палермо» з Серії А. Утім, провівши тільки чотири гри, 11 квітня Вальтер був звільнений. 
28 листопада 2016 року призначений головним тренером клубу серії B «Авелліно 1912». Контракт підписаний до 30 червня 2017 року. Змінив на цьому посту Доменіко Тоскано.

## Статистика виступів

### Статистика виступів за збірну
| Дата      | Місто     | Господарі | Результат | Гості     | Турнір           | Голи | Примітки |
| --------- | --------- | --------- | --------- | --------- | ---------------- | ---- | -------- |
| 23-9-1978 | Флоренція | Італія    | 1 – 0     | Туреччина | товариський матч | -    | 46'      |
| Усього    |           | Матчів    | 1         |           | Голів            | 0    |          |

## Титули і досягнення

### Як гравця
- Чемпіон Італії (1):

«Мілан»: 1978–79
- Володар Кубка Мітропи (1):

«Мілан»: 1981–82

## Особисте життя
Має молодшого брата Джузеппе, який також був професійним футболістом. Також Вальтер є дядьком Дебори Новелліно, яка є дочкою Джузеппе і також стала професійною футболісткою.
Вальтер мав прізвисько «Монзон», яке заробив за зовнішню схожість з аргентинським боксером Карлосом Монсоном. Ніно Бенвенуті, італійський екс-чемпіон світу з боксу, який програв бій Монсону, відвідав базу «Торіно», і під час спілкування з командою хтось показав боксеру на Новелліно і сказав: «Дивись, там Монсон, він чекає на тебе». Інше прізвисько «Бик» Вальтер отримав за незламний характер і впертість.